# (3887) Gerstner
(3887) Gerstner es un asteroide perteneciente al cinturón de asteroides, descubierto el 22 de agosto de 1985 por Antonín Mrkos desde el Observatorio Kleť, České Budějovice, República Checa.

## Designación y nombre
Designado provisionalmente como 1985 QX. Fue nombrado Gerstner en honor al astrónomo y físico checo František Josef Gerstner y su hijo, el ingeniero ferroviario "František Antonín Gerstner".